# Anders Kallur
Anders Kallur (* 6. Juli 1952 in Ludvika) ist ein ehemaliger schwedischer Eishockeyspieler, der von 1979 bis 1985 für die New York Islanders in der National Hockey League spielte.

## Karriere
Anders Kallur begann seine Karriere 1970 in der zweiten Liga in Schweden bei Falun IF. Nach zwei Jahren gab er sein Debüt in der schwedischen ersten Liga Elitserien bei HC Tunabro, wo er bis 1974 spielte.
Bei MoDo Hockey, bei denen Kallur von 1974 bis 1976 aktiv war, schaffte er den endgültigen Durchbruch. Von 1976 bis 1978 spielte er bei Södertälje SK und in der Saison 1978/79 bei Djurgårdens IF, ehe er 1979 in die National Hockey League zu den New York Islanders wechselte. 1979 gewann er den Guldpucken als bester schwedischer Eishockeyspieler des Jahres.
Dort erlebte er die erfolgreichsten Jahre des Teams mit. Von 1980 bis 1983 gewannen die Islanders vier Mal in Folge den Stanley Cup und Anders Kallur und Teamkamerad Stefan Persson wurden die ersten Schweden, die den Stanley Cup errangen. 1984 erreichten sie erneut das Stanley-Cup-Finale, doch sie unterlagen gegen die Edmonton Oilers um Wayne Gretzky, die sie im Vorjahr ebenfalls im Stanley-Cup-Finale noch geschlagen hatten. 1985 beendete Kallur seine Karriere. In der Saison 1986/87 war er als Cheftrainer beim italienischen Verein EV Bruneck tätig.
Kallur nahm mit der schwedischen Nationalmannschaft am Canada Cup 1981 teil. Im Turnierverlauf absolvierte er fünf Partien, erzielte drei Tore und ein Assist.
In der Zeit bei den New York Islanders wurde Anders Kallur Vater von Zwillingen, Jenny und Susanna, die heute erfolgreiche Leichtathletinnen sind.

## Erfolge und Auszeichnungen
- Stanley Cup 1980, 1981, 1982 und 1983
- Guldpucken 1979